# Perperna
Perperna war der Gentilname einer im Römischen Reich lebenden Adelsfamilie (gens), von der einige Vertreter im 2. und 1. Jahrhundert hervorgetreten sind. Dieser Gentilname weist wohl auf einen etruskischen Ursprung des Geschlechts hin. Es ist auch häufig die Namensform Perpenna überliefert, die in den Handschriften antiker griechischer Autoren präferiert wird und ebenso auf der ältesten erhaltenen griechischen, auf ein Mitglied der Sippe (Marcus Perperna (Gesandter)) bezüglichen Inschrift erscheint. Dagegen taucht die Form Perpenna wesentlich seltener in lateinischen Inschriften auf.
Der Gentilname ist der erste nichtrömische, der in den Konsularfasten vorkommt. Marcus Perperna erlangte als erster seiner Familie 130 v. Chr. das höchste römische Staatsamt der Republikszeit, nämlich das Konsulat. Trotzdem wurde seinem gleichnamigen Vater, der 168 v. Chr. als Gesandter zum illyrischen König Genthios geschickt worden war, laut Valerius Maximus noch 126 v. Chr. das römische Bürgerrecht aberkannt. Allerdings ist der Bericht des Valerius Maximus hierüber offenbar ziemlich fehlerhaft.
Die wenigen Vertreter des Geschlechts, die historisch bedeutsam geworden sind, weisen einen engen genealogischen Zusammenhang auf und führten in der Hauptlinie den Vornamen Marcus. Von ihnen lässt sich nur für den Prätor von 82 v. Chr. wahrscheinlich belegen, dass er ein Cognomen besaß. Auch diejenigen Mitglieder der Sippe, die den Status von Freigelassenen hatten, führten meist das Pränomen Marcus.
Bedeutende Vertreter des Geschlechts waren:
- Marcus Perperna (Gesandter) († nach 126 v. Chr.), römischer Politiker und Gesandter
- Marcus Perperna (Konsul 130 v. Chr.) († 129 v. Chr.), römischer Politiker
- Marcus Perperna (Konsul 92 v. Chr.) (um 147 v. Chr.–49 v. Chr.), römischer Politiker, Censor 86 v. Chr.
- Marcus Perperna (Prätor 82 v. Chr.) († 72 v. Chr.), römischer Politiker